# Wincentowo (Otorowo)
Wincentowo – część wsi Otorowo w Polsce, położona w województwie wielkopolskim, w powiecie szamotulskim, w gminie Szamotuły.
W latach 1975–1998 Wincentowo administracyjnie należało do województwa poznańskiego.